# Adelheid xứ Ballenstedt
Adelheid xứ Ballenstedt (k. 1100 - sau 1139)  là con gái của Otto xứ Ballenstedt và là thành viên của Gia tộc Ascania. Adelheid kết hôn hai lần, lần thứ nhất là bá tước Heinrich IV xứ Stade và lần thứ hai là bá tước Werner xứ Osterburg.